# Beltrán de la Cueva

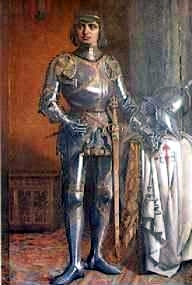
Beltrán de la Cueva – fiktives Porträt mit Rüstung und Mantel des Santiagoordens (19. Jh.)

Beltrán Fernández de la Cueva y Alfonso de Mercado (* um 1435 in Úbeda; † 1. November 1492) war ein kastilischer Adliger aus dem Hause La Cueva und 1. Herzog von Alburquerque, 1. Graf von
Ledesma, Großmeister des Santiagoordens. Er war mutmaßlich der Liebhaber von Johanna von Portugal, der Ehefrau des Königs Heinrich IV. von Kastilien und León.

## Leben
König Heinrich IV. reiste in seinem zweiten Regierungsjahr nach Úbeda, wo er bei Beltráns Vater, Diego Fernández de la Cueva, 1. Vizegraf (vizconde) von Huelma, wohnte. Als er weiterreiste, nahm er Diegos zweiten Sohn, Beltrán, mit sich, damit dieser künftig am Königshof lebe (Heinrich hatte nach Diegos ältestem Sohn gefragt, den Diego aber bei sich behalten wollte, woraufhin er ihm seinen zweiten Sohn anbot).
Beltrán wurde der Favorit des Königs, Großmeister des Santiagoordens (1462 bis 1463) und oberster Kammerherr, ist aber bekannter als Liebhaber der Königin Johanna. Die Gerüchte, dass Beltrán und nicht der König der Vater von Johannas Kind, Johanna von Kastilien (* 28. Februar 1462, genannt La Beltraneja), war, kamen auf, und es gelang Heinrich nicht, das Gegenteil zu beweisen, zumal er als impotent angesehen wurde (und auch den entsprechenden Beinamen trug).
Im Jahr 1462 ernannte Heinrich IV. ihn zum 1. Graf (conde) von Ledesma, aber schon 1463 wurde er vom Hof entfernt. Am 20. November 1464 erhielt er in Segovia als Entschädigung die Titel eines Herzogs von Alburquerque und Granden von Spanien. Beltrán ließ für sich ab 1461 das Castillo de Mombeltrán bauen, drei Jahre später belehnte ihn der König überdies mit Stadt und Schloss Cuéllar. Außerdem wurde er Herr über die über ganz Kastilien und Aragón verstreut liegenden Städte Anguix, Roa, La Codosera, Molina de Aragón, Atienza und Peñalcázar.
Kurz vor seinem Tod hatte Heinrich IV. seinen ehemaligen Günstling Beltrán am 20. August 1474 zum Grafen von Huelma (Andalusien) ernannt, was Isabella I. und Ferdinand II. am 20. April 1475 bestätigten.
Beltrán de la Cueva starb im Jahr 1492 und wurde im Convento de San Francisco in Cuéllar bestattet.

## Auswirkungen
Johanna von Kastilien wurde von einigen Adligen als illegitim und damit nicht erbberechtigt angesehen. Die Auseinandersetzungen führten erst zur Annullierung von Heinrichs Ehe (was die Illegitimität Johannas rechtskräftig machte) und nach Heinrichs Tod (1474) zum vierjährigen Kastilischen Erbfolgekrieg. Diesen hatte Johanna von Kastilien gegen Heinrichs Halbschwester und Nachfolgerin Isabella I. angestrengt. Johanna verlor diesen Krieg, in dem Beltrán auf Seiten Isabellas und damit gegen seine vermutliche Tochter gekämpft hatte.

## Familie
Beltrán heiratete im Jahr 1462 (also nach der Geburt Johannas) Mencía de Mendoza y Luna, Tochter von Diego Hurtado de Mendoza y Guevara, 2. Marqués de Santillana, 1. Duque del Infantado, und Brianda de Luna y Mendoza, sowie Nichte des Kardinals Mendoza; aus dieser Ehe hatte er sechs Kinder:
- Francisco, 2. Duque de Albuquerque, * 1467, † 1526; ⚭ Francisca de Toledo, Tochter von García Álvarez de Toledo, 2. Conde y 1. Duque de Alba de Tormes (Haus Álvarez de Toledo)
- Antonio de la Cueva y Mendoza; ⚭ Elvira de Ayala
- Iñigo de la Cueva y Mendoza, † 1547; ⚭ Ana de la Cuevy y Mendoza
- Brianda de la Cueva y Luna; ⚭ um 1488 Fernando Gómez Dávila III., Señor de Navamorcuende,
- Mayor de la Cueva; ⚭ 1498 Pedro de Navarra y Lacarra, 7. Mariscal de Navarra, 5. Vizconde de Muruzábal (Haus Frankreich-Évreux)
- Mencía de la Cueva y Mendoza

In zweiter Ehe heiratete er 1476 Mencía Enríquez, Tochter von García Álvarez de Toledo, 2. Conde y 1. Duque de Alba de Tormes, und María Enríquez. Aus dieser Ehe hatte er einen Sohn, García de la Cueva y Toledo, † jung.
Seine dritte Ehe schloss er 1482 mit María de Velasco, 1. Duquesa de la Villa de Roa, Tochter von Pedro III. Fernández de Velasco, 2. Conde de Haro, 6. Condestable de Castilla, und Mencía de Mendoza, einer Schwester des 1. Herzogs von El Infantado. Aus dieser Ehe hatte er:
- Cristóbal de la Cueva y Velasco, Señor de Roa, † 1542; ⚭ Leonor de Velasco, 3. Condesa de Siruela
- Pedro de la Cueva y Velasco, Señor de la Villa de Torre Galindo y de la Herdad de Portillejo,

Darüber hinaus hatte er einen unehelichen Sohn:
- Juan de la Cueva